# 玉置直和
玉置 直和（たまき なおかず、生没年不詳）は、室町時代末期 - 安土桃山時代の武将。紀伊国手取城主。玉置盛辰の子。官位は兵部大輔。

## 略歴
玉置氏は紀伊国日高地方に勢力を持ち、手取城を居城とする。
直和の頃は戦国時代で紀南において勢力があった湯川直春の娘を妻に迎えて地盤を固め、1562年（永禄5年）、教興寺の戦いにおいて紀伊守護畠山高政に属して湯川直光、鈴木重意、根来衆らと共に三好長慶と戦うが敗北する。
天正13年（1585年）、羽柴秀吉の紀州征伐で秀吉に恭順の姿勢を示したが、秀吉との対決を唱える湯川直春に攻められて居城の手取城を落とされる。戦後、秀吉の弟秀長に仕え、手取城を返還されるが所領を減らされたことに不満を持ち、子永直に家督を譲って高野山に出家した。

## 系譜
- 父:玉置盛辰
- 母:名前不詳
- 室:名前不詳（湯川直春の娘）
  - 子:玉置永直
  - 子:玉置直俊（図書頭）